# اجتثاث الستالينية
اجتثاث الستالينية (بالروسية: десталинизация) يشير إلى سلسلة من الإصلاحات السياسية في الاتحاد السوفيتي بعد وفاة جوزيف ستالين عام 1953 وصعود نيكيتا خروتشوف إلى السلطة 
تألفت الإصلاحات من تغيير أو إزالة المؤسسات الرئيسية التي ساعدت ستالين على الاحتفاظ بالسلطة: عبادة الفرد التي أحاطت به ‏، والنظام السياسي الستاليني، ونظام غولاغ لمعسكر العمل التي تم إنشاؤها والسيطرة عليها كلها من خلاله. خلف ستالين قيادة جماعية بعد وفاته وتتألف من جورجي مالينكوف رئيس وزراء الاتحاد السوفيتي، ولافرينتي بيريا وزير الداخلية، ونيكيتا خروتشوف السكرتير الأول للجنة المركزية للحزب الشيوعي في الاتحاد السوفيتي.

## الاصطلاح
نال مصطلح "اجتثاث الستالينية" رواجًا في كل من روسيا والعالم الغربي بعد انهيار الاتحاد السوفيتي ولم يستخدم قط خلال عهد خروتشوف، إلا أن نيكيتا خروتشوف وحكومة الاتحاد السوفيتي بذلا جهودًا لاجتثاث الستالينية في هذا الوقت تحت ستار "التغلب على / إظهار عبادة الفرد"، مع انتقاد شديد لعصر عبادة جوزيف ستالين". ومع ذلك، قبل "الخطاب السري" لخروتشوف في مؤتمر الحزب العشرين ‏، لم يكن هناك علاقة مباشرة بين ستالين كشخص و"عبادة الفرد" علانية من قبل خروتشوف أو غيره داخل الحزب، على الرغم من أن الوثائق الأرشيفية تظهر أن النقد القوي لستالين إيديولوجيته ظهر في المناقشات الخاصة التي أجراها خروشوف في هيئة رئاسة مجلس السوفييت الأعلى.

## اجتثاث صامت
كانت هناك مخاطر إزاء إدانة ستالين حيث كان مؤلهًا في الداخل وبين الشيوعيين في الخارج، في السنوات 1953-1955، حدثت فترة من «اجتثاث صامت للستالينية»، حيث تم مراجعة سياسات ستالين في الخفاء، وغالبًا دون أي تفسير. شهدت هذه الفترة عددًا من عمليات إعادة التأهيل السياسي ‏ غير المعلنة،  (مثل المشير ميخائيل توخاشيفسكي، وأعضاء المكتب السياسي روبرت إيكي ‏ وجانيس رودزوتاكس ‏، وأولئك الذين أُعدموا في قضية لينينغراد ) وإطلاق «المادة 58 ‏»، إلا أن ذلك لم يستمر بسبب التدفق الهائل للسجناء العائدين من المعسكرات (90.000 سجين في الفترة 1954-1955 وحدها).
في ديسمبر 1955، اقترح خروتشوف تشكيل لجنة تحقيق في أنشطة ستالين نيابة عن هيئة الرئاسة؛ اكتشف هذا التحقيق أنه من بين 1920635 شخصًا تم اعتقالهم بسبب أنشطة معادية للسوفيت - تم اعتقالهم بناءً على أدلة ملفقة في المقام الأول واعترفوا تحت التعذيب الذي أذن به ستالين - تم إعدام 688503 شخصًا منهم.

## خطاب خروتشوف السري

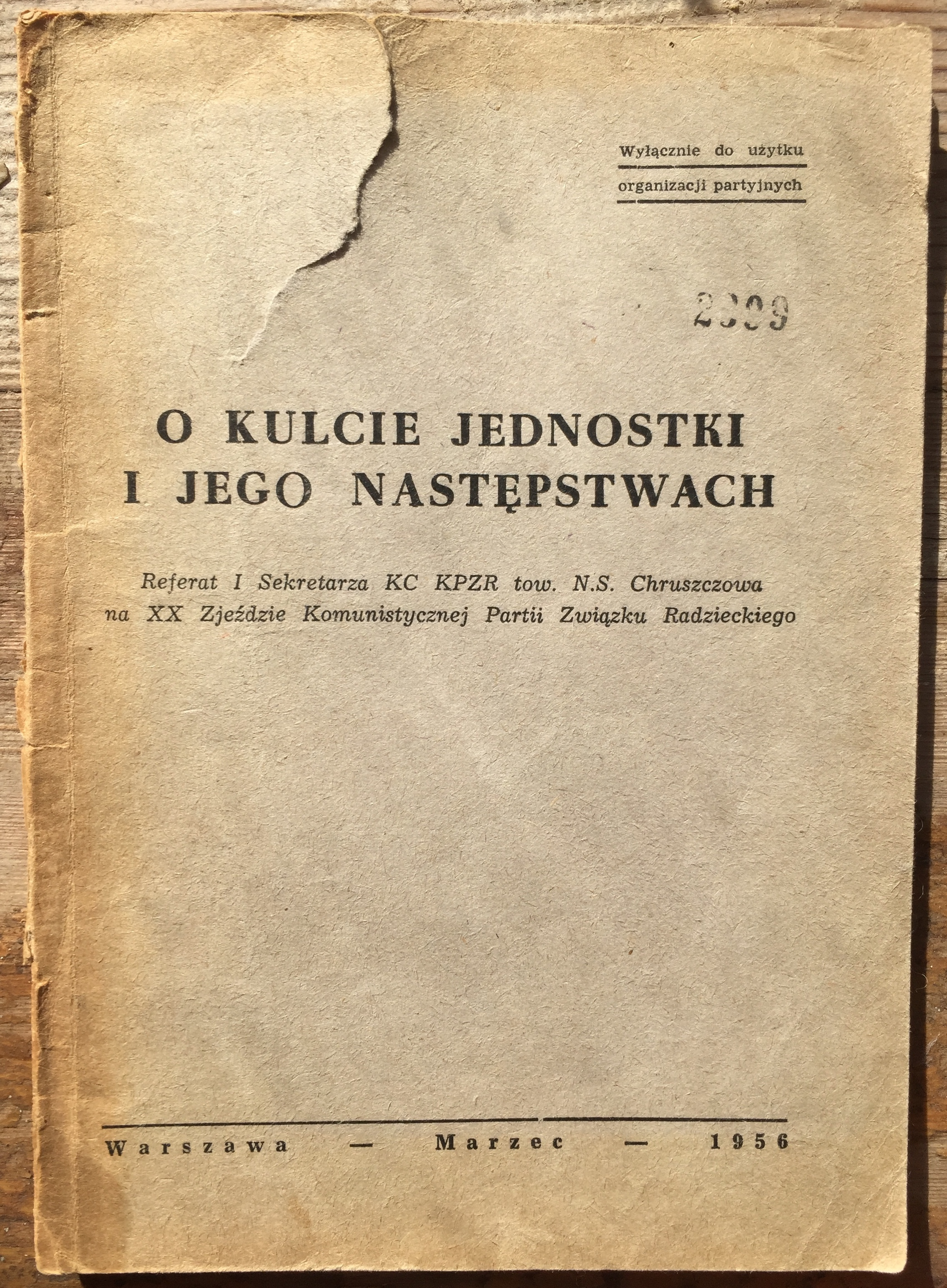
الطبعة الأولى من الخطاب السري بعنوان "حول عبادة الشخصية وتبعاتها" حيث نشر للاستخدام الداخلي في حزب العمال البولندي في وارسو خلال مارس 1956

اجتثاث الستالينية تعني إنهاء دور السخرة على نطاق واسع في الاقتصاد. بدأت عملية إطلاق سراح سجناء جولاج بواسطة لافرينتي بيريا، وسرعان ما تم عزله من السلطة واعتقاله في 26 يونيو 1953، وأعدم في 24 ديسمبر 1953، وبرز نيكيتا خروتشوف كأقوى سياسي سوفييتي.
في حين أن اجتثاث الستالينية كان يجري بهدوء منذ وفاة ستالين، كانت نقطة التحول هي خطاب خروشوف بعنوان «حول عبادة الشخصية وعواقبها» عن ستالين. في 25 فبراير 1956، تحدث في جلسة مغلقة لمؤتمر الحزب الشيوعي العشرين، حيث ألقى خطابًا يوضح فيه بعض جرائم ستالين و«ظروف انعدام الأمن والخوف وحتى اليأس» التي أنشأها ستالين. صدم خروتشوف مستمعيه من خلال إدانته لحكم ستالين الديكتاتوري وعبادة شخصيته باعتبارها غير متسقة مع الإيديولوجية الشيوعية والحزبية. من بين أمور أخرى، أدان معاملة البلاشفة القدامى، وهم الأشخاص الذين دعموا الشيوعية قبل الثورة، والذين أعدم ستالين الكثير منهم كخونة، كما هاجم خروتشوف أيضًا الجرائم التي ارتكبها شركاء بيريا.

### التحفيز
أحد المبررات التي أعطيت لخطاب خروتشوف هو ضميره الأخلاقي. قال ألكسندر سولجينتسين أن خروتشوف تحدث عن «حركة القلب»، وهذا - حسب اعتقاد الشيوعيين - سيمنع خسارة فادحة في إيمان الذات واستعادة الوحدة داخل الحزب.
يقول مارتن مكولي ‏ أن هدف خروتشوف كان «تحرير مسؤولي الحزب من الخوف من القمع»، وجادل خروتشوف بأنه إذا كان الحزب آلية فعالة، مجردًا من إساءة استخدام السلطة الوحشي من قبل أي فرد، فإنه يمكن أن يحول الاتحاد السوفيتي وكذلك العالم بأسره.
ومع ذلك، اقترح آخرون أن الخطاب قد تم من أجل صرف اللوم عن الحزب الشيوعي أو مبادئ الماركسية اللينينية ووضع اللوم بشكل مباشر على أكتاف ستالين، وبالتالي منع النقاش الأكثر تطرفًا، إلا أن نشر هذا الخطاب تسبب في استقالة العديد من أعضاء الحزب احتجاجًا، سواء في الخارج أو داخل الاتحاد السوفيتي.
من خلال مهاجمة ستالين، يقول مكولي إنه كان يقوض مصداقية مولوتوف ومالينكوف وكاجانوفيتش وغيرهم من المعارضين السياسيين الذين كانوا داخل «دائرة ستالين الداخلية» خلال ثلاثينيات القرن العشرين أكثر مما كان هو، وإذا لم «يأتوا إلى خروتشوف»، فإنهم «يخاطرون بنفيهم مع ستالين» والارتباط بسيطرته الدكتاتورية.

## التغييرات

### أوضاع سجون أفضل
حاول خروتشوف جعل نظام غولاغ للعمل أقل قسوة، من خلال السماح للسجناء بنشر الرسائل إلى أسرهم، والسماح لأفراد الأسرة بإرسال الملابس إلى السجناء، وهو الأمر الذي لم يسمح به ستالين. عندما توفي ستالين، تم تقليص حجم الجولاج بشكل جذري، وفي 25 أكتوبر 1956، أعلن قرار من الحزب الشيوعي أن وجود نظام العمل في الجولاج كان «غير ملائم». تم إغلاق مؤسسة جولاج بأمر وزارة الداخلية رقم 020 بتاريخ 25 يناير 1960.

### إعادة تسمية الأماكن والمباني
قام خروتشوف بإعادة تسمية أو تغيير أسماء العديد من الأماكن التي تحمل اسم ستالين ‏، بما في ذلك المدن والأقاليم والمعالم والمرافق الأخرى، وتم تطهير النشيد الوطني في الاتحاد السوفياتي من الإشارات إلى ستالين، تم استبعاد الخطوط المتمركزة حول ستالين والحرب العالمية الثانية في كلمات الأغنية بشكل فعال عندما حلّت نسخة مفيدة محلها، وتم تغيير اسم قصر جوزيف ستالين للثقافة والعلوم في وارسو، بولندا عام 1956.

### تدمير النصب

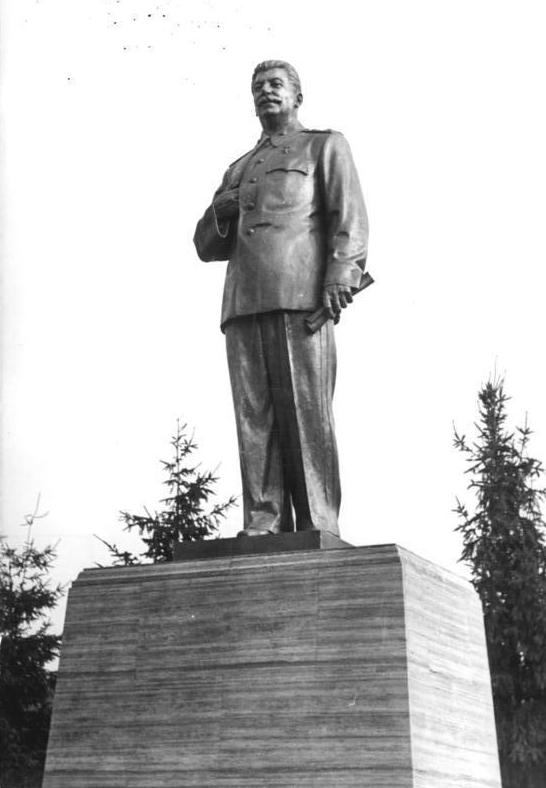
إزالة في شارع ستالين (ستالينالي) في فريدرششاين ببرلين عام 1961

تمت إزالة نصب يريفان في ربيع عام 1962 وحل محله الأم أرمينيا في عام 1967، وتم تدمير الآلاف من تماثيل ستالين ‏ ليس فقط في الاتحاد السوفياتي، ولكن في البلدان الشيوعية السابقة الأخرى. في نوفمبر 1961، تمت إزالة تمثال ستالين ‏ الضخم على ستاليناللي في برلين (أعيدت تسميته على الفور كارل ماركس آلي ‏) في عملية سرية، وتم تدمير النصب التذكاري في بودابست ‏ في أكتوبر 1956، وتمت إزالة أكبرهم، نصب براغ ‏، في نوفمبر 1962.

### نقل جسد ستالين
بالنظر إلى الزخم الذي حققته عمليات إعادة التسمية العامة هذه، بلغت عملية اجتثاث الستالينية ذروتها عام 1961 خلال المؤتمر الثاني والعشرين للحزب الشيوعي ‏، وتمثلت الذروة في قرارين خلال الاجتماعات: أولاً نقل جثة ستالين من ضريح لينين في الميدان الأحمر إلى موقع بالقرب من جدار الكرملين في 31 أكتوبر 1961؛  وثانياً تغيير اسم «المدينة البطل» ستالينجراد إلى فولجوجراد في 11 نوفمبر 1961.

## مدى اجتثاث الستالينية
يعتبر المؤرخون المعاصرون بداية اجتثاث الستالينية بمثابة نقطة تحول في تاريخ الاتحاد السوفيتي الذي بدأ خلال ذوبان خروتشوف، وتراجعت خلال فترة بريجنيف حتى منتصف الثمانينات، وتسارعت مرة أخرى مع سياسات البيريسترويكا وغلاسنوست تحت قيادة ميخائيل غورباتشوف.
تعتبر اجتثاث الستالينية عملية هشة. قال المؤرخ بولي جونز إن «إعادة الستالينية» كانت مرجحة للغاية بعد فترة قصيرة من «ذوبان الثليج». توافق آن أبلباوم على ذلك: «إن الحقبة التي أصبحت تسمى» ذوبان الجليد «كانت حقًا عصر تغيير، ولكن تغيير من نوع معين: اتخذت الإصلاحات خطوتين إلى الأمام، ثم خطوة واحدة - أو في بعض الأحيان ثلاث خطوات - إلى الوراء».